# ラジオ・ガラパゴス
『ラジオ・ガラパゴス』は、エフエムさがみで2014年2月9日から3月30日まで放送されていたラジオ番組である。全8回。

## 概要
パーソナリティ2人がラジオ番組の決まり事・定型などの"テンプレ"を実践する「テンプレイヤー」となり、ガラパゴス化した日本を救うべく様々な既成概念を崩していこうとする世界標準型ラジオ番組。

## 放送時間
エフエムさがみ
- 毎週日曜 21:00 - 21:30（2014年2月9日 - 3月30日）

番組公式サイト
- 毎週火曜更新（アーカイブ配信）

## 出演者
パーソナリティ
- 佳村はるか（るるきゃん）
- 諏訪彩花（すーちゃん）

## コーナー
戦え！テンプレイヤー！
パーソナリティ2人がガラパゴス化した現象を取り上げて、その謎に迫りつつ検証をしていくコーナー。